# North Nahanni River
Der North Nahanni River ist ein linker Nebenfluss des Mackenzie River in den kanadischen Nordwest-Territorien.

## Flusslauf
Der Fluss entspringt in den Backbone Ranges, einem Teilgebirge der Mackenzie Mountains. Er durchfließt das Bergland in überwiegend östlicher Richtung. Im Unterlauf bildet das Flusstal die Grenze zwischen den südlich gelegenen Backbone Ranges und den nördlich gelegenen Canyon Ranges. Der North Nahanni River erreicht nach etwa 200 km den Mackenzie River. Die auf 105 m Höhe gelegene Flussmündung liegt 110 km nordwestlich von Fort Simpson. Das Einzugsgebiet des North Nahanni River grenzt im Südwesten an das des South Nahanni River.